# Oniferi
Oniferi (Oniéri in sardo) è un comune italiano di 826 abitanti della provincia di Nuoro in Sardegna.

## Storia
L'area fu abitata già in epoca prenuragica e nuragica, per la presenza nel territorio di numerose domus de janas e di svariati nuraghi.
Nel medioevo appartenne al giudicato di Torres e fece parte della curatoria di Dore prima e di quella di Ottana poi. Alla caduta del giudicato (intorno al 1259) passò al giudicato di Arborea e dal 1410 al marchesato di Oristano. Alla definitiva sconfitta degli arborensi, nel 1478, passò sotto la dominazione aragonese. Gli aragonesi ne fecero un feudo che fu incorporato nel 1617 marchesato di Orani, feudo dapprima di Caterina Da Silva e poi dei Fadriguez Fernandez. Per diverso tempo Oniferi divise le sue sorti con quelle di Orani, finché fu riscattato agli ultimi feudatari nel 1839 con la soppressione del sistema feudale voluta dai Savoia.

### Simboli
Lo stemma e il gonfalone del Comune di Oniferi sono stati concessi con decreto del presidente della Repubblica del 2 agosto 2007.
Il gonfalone è un drappo di giallo.

## Monumenti e luoghi d'interesse

### Siti archeologici

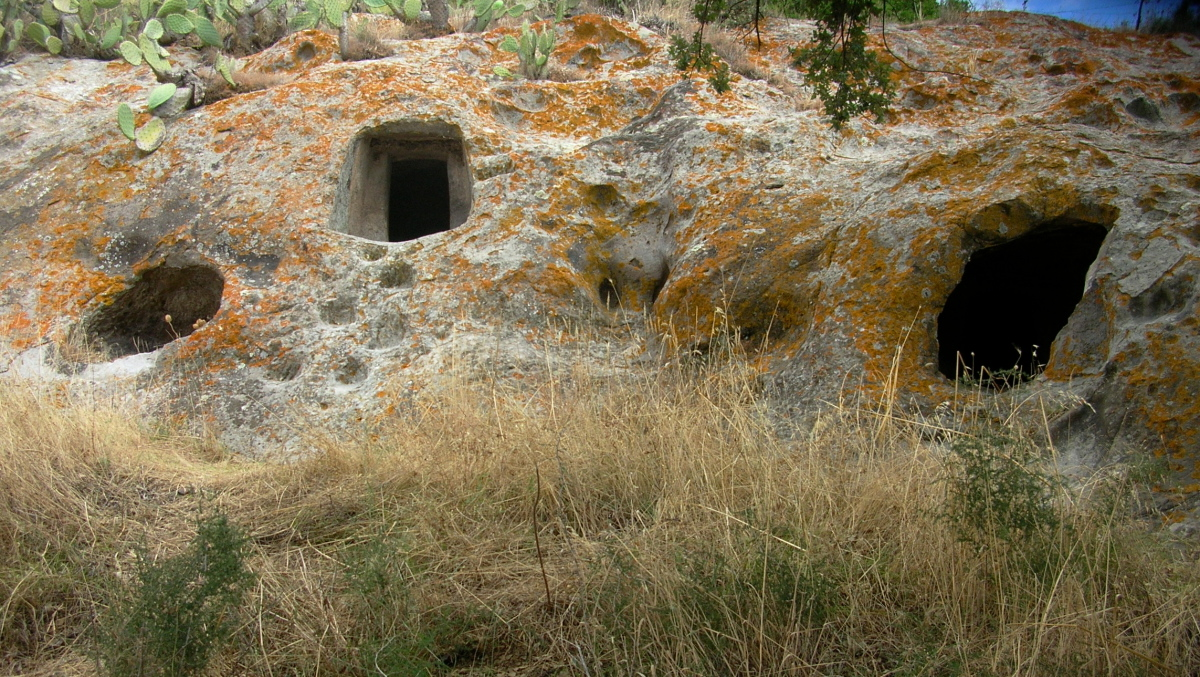
Domus de janas di Oniferi

Il suo territorio è ricco di siti archeologici di epoca pre-nuragica e nuragica come la necropoli di Brodu,  nuraghe Ola e la  necropoli di Sas Concas.

#### Necropoli di Brodu
La necropoli a domus de janas di Brodu è uno dei siti più rilevanti nel territorio di Oniferi. Questa è costituita da n. 4 ipogei dei quali alcuni in ottimo stato di conservazione. Di particolare interesse la Tomba 1 in quanto costituita da un'aula centrale, reniforme con la presenza di due pilastri con funzioni statiche. Questo ipogeo si presenta come scarsamente rifiniti e parzialmente incompiuto. Tra le ipotesi formulate dagli studiosi si richiama il fatto che a causa della scarsa qualita del banco roccioso si sia verificata la necessità di abbandanare la costruzione dell'ipogeo. Da notare il focolare rituale presente nella piccolissima anticella. La tomba n. 2 è costituita da un dromos parzialmente scavato e parzialmente realizzato in muratura con la giustaposizione di blocchi di trachite grezzi a prosecuzione della porzione scavata nella roccia. A seguire l'anticella, a semicerchio, di indubbio interesse in quanto si notano in altorilievo gli elementi costruttivi costituiti dagli stipiti della porta e dalle travi che riproducono le abitazioni dei vivi. Alcune coppelle incise nel lato sud dell'anticella riproducono probabili riferimenti astronomici. Le celle interne dell'ipogeo n. 2 sono invece di difficile accesso. La tomba n. 3 e quella n. 4 sono sicuramente tra le più spettacolari dell'intera area del Nuorese in quanto, altre ad elementi e particolari architettonici, oltre ai raffinati interni con elementi architettonici riproducenti le capanne delle popolazione neolitiche che hanno dato origine a questi monumenti, vi è la presenza di incisioni in altorilievo nel portello di accesso alla parte interna della tomba stessa. Tali elementi costituiscono delle protomi taurine multiple con funzione magico religioso. Tra le ipotesi degli studiosi è accreditata la tesi che il defunto venisse deposto direttamente all'interno della madre terra e il suo spirito venisse affidato in qualche modo al Dio Toro per il suo trasporto nel mondo dell'aldilà. Trattandosi di costruzioni risalenti al III millennio a.c. sono però numerose le ipotesi formulate che gli studiosi aspettano di vedere confermate in un prossimo futuro.

#### Nuraghe Ola
Il nuraghe Ola  si trova a circa 3 Km dall’abitato di Oniferi, in territorio collinare. Il sito è facile da raggiungere e ben segnalato percorrendo la SS 128 in direzione Oniferi-Macomer. Si tratta di un nuraghe un monotorre, conservato per un’altezza residua di 10,70 m. Una delle particolarità di questo monumento è l’utilizzo di differenti materiali da costruzione. All’esterno i primi dieci filari a partire dalla base sono formati da grossi blocchi di granito, mentre nella parte superiore sono stati utilizzati come rivestimento dei conci in trachite ben lavorati. Tutta la parte interna del monumento è realizzato in granito delegando al rivestiemnto esterno in trachite rossa una mera funzione cromatica a carattere ornamentale. Dall’ingresso parte un corridoio lastricato sul quale si apre la scala in buona parte conservata che conduceva al piano superiore. Nel paramento esterno della scala è possibile osservare delle feritorie con funzione di illuminare la scale che conduceva al terrazzo. Proseguendo si può entrare nella camera centrale con tholos in ottimo stato di conservazione e all'interno della quale sono state ricavate tre nicchie.
Intorno al nuraghe si estendeva il villaggio di capanne circolari parzialmente messo in evidenza da una campagna di scavo che ha restituito copioso materiale ceramico.

#### Necropoli di Sas Concas
La necropoli di sas Concas è il complesso di domus de Janas, più esteso della Barbagia, territorio in cui diversamente da questo sito le sepolture ipogeiche appaiono isolate o raggruppate in piccoli gruppi. La necropoli, databile al 2700 a.C. circa, si trova in un affioramento di trachite del territorio di Oniferi, ai bordi della statale 128 poco prima del bivio con la 131 Dcn in direzione Nuoro. Si contraddistingue per tombe ad impianto complesso e per misteriosi elementi architettonici e simbolici. In particolare sulle pareti di alcune tombe - dell’Emiciclo, della X e della Nuova Ovest - sono incisi grafiti raffiguranti uomini stilizzati a testa in giù. Nella stessa tomba è presente la rappresentazione dell'orsa maggiore e le figure dei capovolti che scendono lungo la parete est. Nella parte opposta alle figure dei capovolti era presente un'incisione cosiddetta della "farfalla" ora trafugata da ignoti. La rappresentazione di Sas Concas a Oniferi era dunque una rappresentazione complessa di difficile lettura forse a voler significare la rinascita della vita dopo la morte.

## Società

### Evoluzione demografica
Abitanti censiti

### Etnie e minoranze straniere
Secondo i dati ISTAT al 31 dicembre 2009 la popolazione straniera era di 15 persone. Le nazionalità maggiormente rappresentate in base alla loro percentuale sul totale della popolazione residente erano:
Romania 11 1,17%

### Lingue e dialetti
La variante del Sardo parlata a Oniferi è il Logudorese di tipo Nuorese.

## Cultura

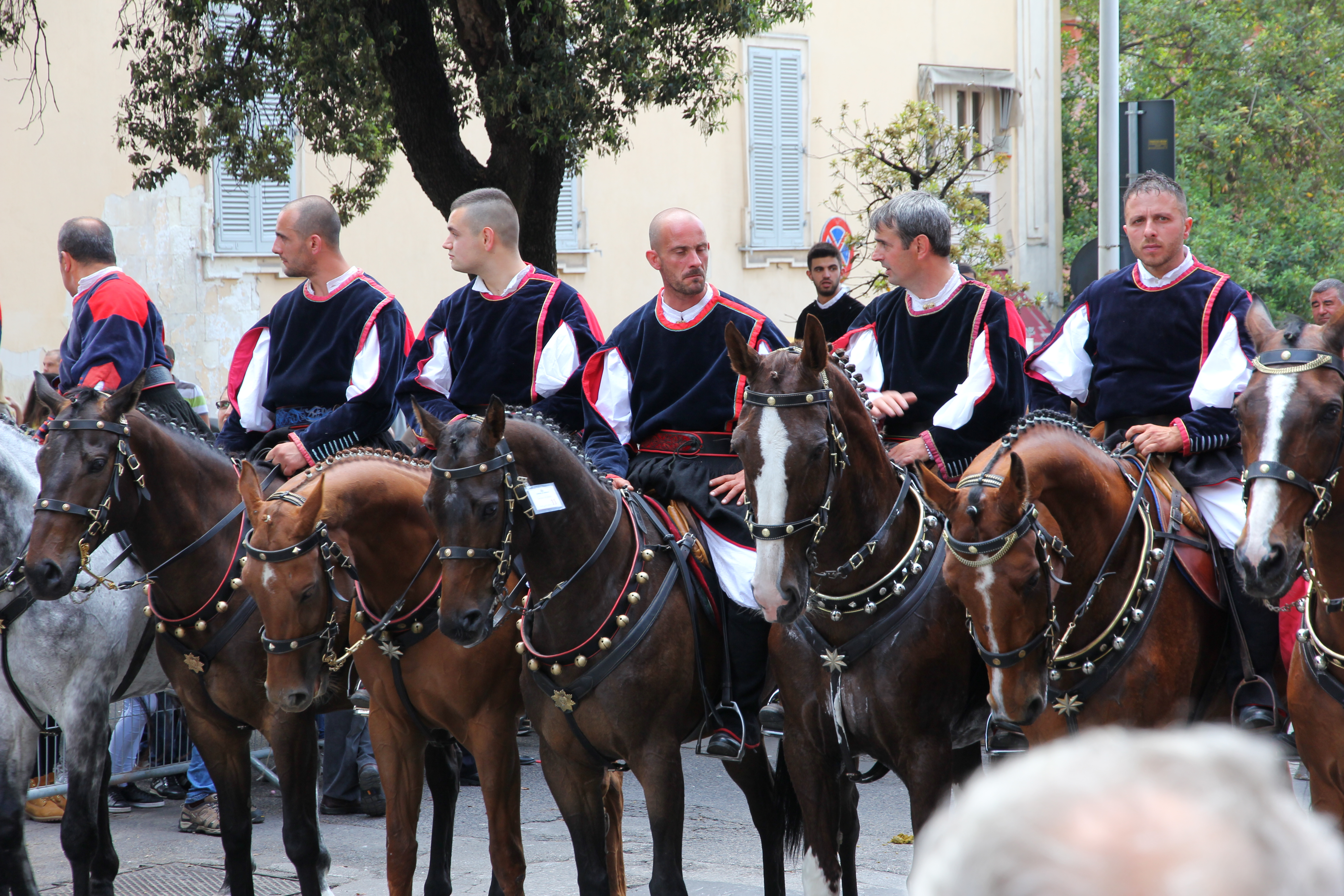
Cavalieri di Oniferi in costume tradizionale

### Musica
È uno dei centri in cui è più viva la tradizione del canto a tenore, dichiarato patrimonio dell'umanità dall'UNESCO. 
Tra i gruppi più conosciuti si ricordano i Tenores :Coro di Oniferi, San Gavino, Santa Ruche, Amistade, Onieresu, Soloai oltre a vari gruppi di giovani.
Esiste una vasta produzione discografica e registrazioni estemporanee che testimoniano una  tradizione radicata.
Importante è anche la tradizione dei suonatori di Organetto diatonico, molto attivi dagli anni 60 fino ai giorni nostri. 

## Economia
Ha un'economia prettamente pastorale.

## Infrastrutture e trasporti

### Ferrovie

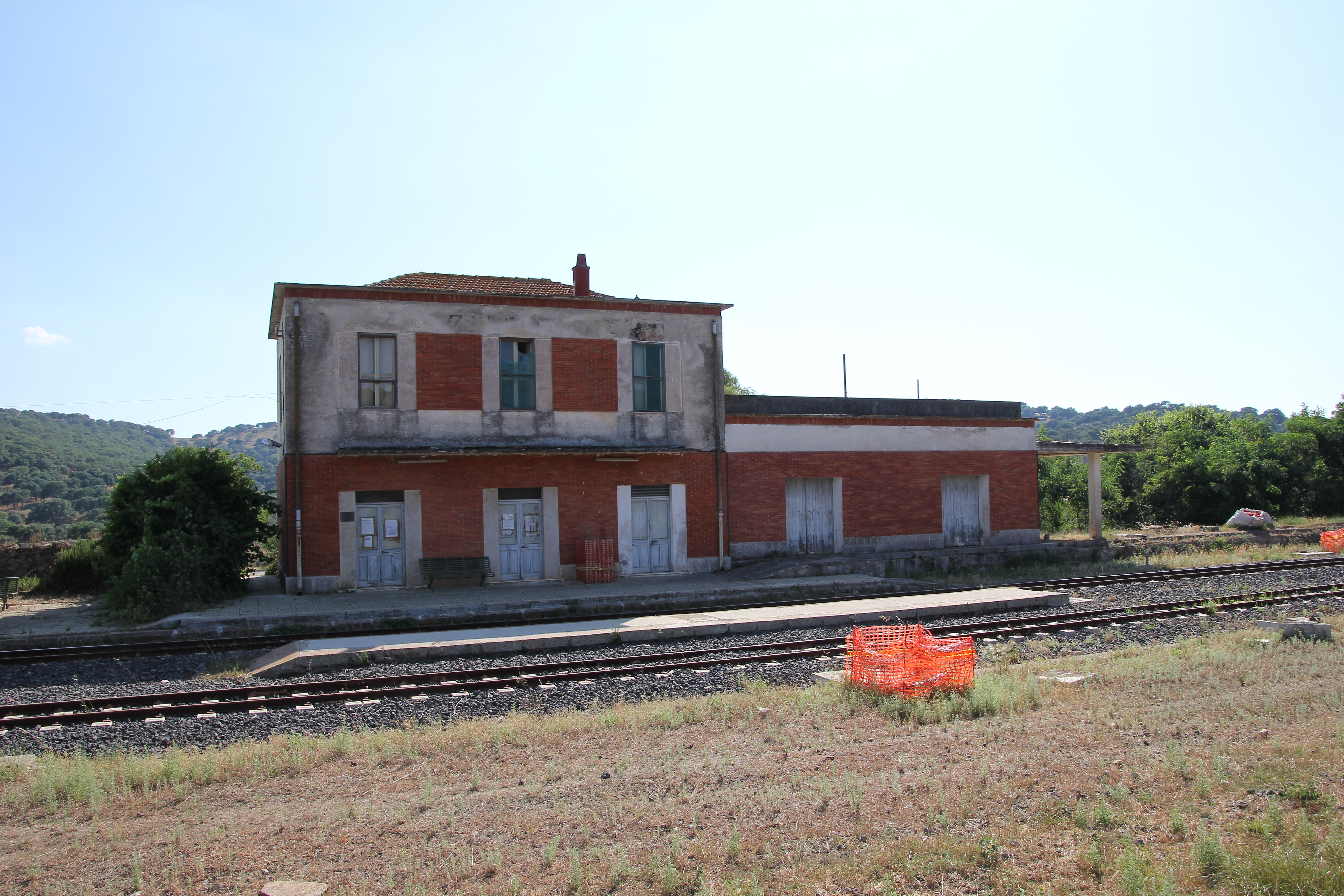
La stazione ferroviaria di Oniferi

A nord dell'abitato si sviluppa il percorso della ferrovia Macomer-Nuoro, lungo la quale è presente anche la stazione di Oniferi, collegata ai due capolinea e ad altri centri intermedi dai treni dell'ARST.

## Amministrazione
| Periodo        | Periodo        | Primo cittadino         | Partito                             | Carica      | Note          |
| -------------- | -------------- | ----------------------- | ----------------------------------- | ----------- | ------------- |
| 12 giugno 1994 | 24 maggio 1998 | Giovanni Carmelo Pirisi | indipendente                        | Sindaco     | [ 6 ]         |
| 26 maggio 2002 | 27 maggio 2007 | Giampiero Casula        | lista civica                        | Sindaco     | [ 7 ]         |
| 27 maggio 2007 | 10 giugno 2012 | Mario Salvatore Piras   | lista civica                        | Sindaco     | [ 8 ]         |
| 10 giugno 2012 | 11 giugno 2017 | Stefania Piras          | lista civica "Pro Onieri"           | Sindaco     | [ 9 ]         |
| 11 giugno 2017 | 13 giugno 2022 | Stefania Piras          | lista civica "Pro Onieri 2.0"       | Sindaco     | [ 10 ]        |
| 13 giugno 2022 | 4 luglio 2024  | Davide Andrea Muledda   | lista civica "Progetto per Oniferi" | Sindaco     | [ 11 ] [ 12 ] |
| 4 luglio 2024  |                | Antonio Piras           | lista civica "Progetto per Oniferi" | Vicesindaco | [ 13 ]        |

## Sport

### Calcio
La principale squadra di calcio del paese è la Polisportiva Oniferese che milita nel girone E sardo di 2ª Categoria. I colori sociali sono: il bianco e l'azzurro.